# Dehu
Dehu è una suddivisione dell'India, classificata come census town, di 5.340 abitanti, situata nel distretto di Pune, nello stato federato del Maharashtra. In base al numero di abitanti la città rientra nella classe V (da 5.000 a 9.999 persone).

## Geografia fisica
La città è situata a 18° 43' 0 N e 73° 46' 0 E e ha un'altitudine di 593 m s.l.m..

## Società

### Evoluzione demografica
Al censimento del 2001 la popolazione di Dehu assommava a 5.340 persone, delle quali 2.751 maschi e 2.589 femmine. I bambini di età inferiore o uguale ai sei anni assommavano a 608, dei quali 342 maschi e 266 femmine. Infine, coloro che erano in grado di saper almeno leggere e scrivere erano 4.133, dei quali 2.277 maschi e 1.856 femmine.